# Olen Zellweger
Olen Zellweger (né le 10 septembre 2003 à Fort Saskatchewan dans la province de l'Alberta au Canada) est un joueur professionnel canadien de hockey sur glace. Il évolue au poste de défenseur.

## Biographie

### Carrière en club
En 2019, il commence sa carrière junior dans la Ligue de hockey de l'Ouest avec les Silvertips d'Everett. Il est choisi au 2e tour, en 34e position par les Ducks d'Anaheim lors du repêchage d'entrée dans la LNH 2021. En 2022-2023, il passe professionnel avec les Gulls de San Diego dans la Ligue américaine de hockey. Le 23 janvier 2024, il joue son premier match  et enregistre son premier point, une assistance, dans la Ligue nationale de hockey avec les Ducks d'Anaheim face aux Sabres de Buffalo. Il marque son premier but dans la LNH le 31 mars 2024 face aux Canucks de Vancouver.

### Carrière internationale
Il représente le Canada au niveau international. Il prend part aux sélections jeunes.

## Trophées et honneurs personnels

### LHOu
- 2021-2022 : remporte le Trophée commémoratif Bill-Hunter.
- 2021-2022 : nommé dans la première équipe des étoiles de la division U.S.
- 2022-2023 : nommé dans la première équipe des étoiles de la division B.C.
- 2022-2023 : remporte le Trophée commémoratif Bill-Hunter.

### LCH
- 2022-2023 : nommé meilleur défenseur.
- 2022-2023 : nommé dans la première équipe des étoiles de la conférence est.
- 2023 : nommé dans l'équipe des étoiles de la Coupe Memorial.

### Championnat du monde junior
- 2022 : nommé dans l'équipe des étoiles.
- 2022 : termine avec le meilleur différentiel +/-.
- 2022 : termine meilleur passeur.

### LAH
- 2024 : participe au match des étoiles.

## Statistiques

### En club
| Saison    | Équipe               | Ligue |    | Saison régulière | Saison régulière | Saison régulière | Saison régulière | Saison régulière |    | Séries éliminatoires | Séries éliminatoires | Séries éliminatoires | Séries éliminatoires | Séries éliminatoires |
| Saison    | Équipe               | Ligue | PJ | B                | A                | Pts              | Pun              | PJ               | B  | A                    | Pts                  | Pun                  |                      |                      |
| 2018-2019 | Silvertips d'Everett | LHOu  | 1  | 0                | 0                | 0                | 0                | -                | -  | -                    | -                    | -                    |                      |                      |
| 2019-2020 | Silvertips d'Everett | LHOu  | 58 | 2                | 10               | 12               | 8                | -                | -  | -                    | -                    | -                    |                      |                      |
| 2020-2021 | Silvertips d'Everett | LHOu  | 11 | 2                | 11               | 13               | 2                | -                | -  | -                    | -                    | -                    |                      |                      |
| 2021-2022 | Silvertips d'Everett | LHOu  | 55 | 14               | 64               | 78               | 23               | 6                | 2  | 7                    | 9                    | 4                    |                      |                      |
| 2021-2022 | Gulls de San Diego   | LAH   | 0  | 0                | 0                | 0                | 0                | 1                | 0  | 1                    | 1                    | 0                    |                      |                      |
| 2022-2023 | Silvertips d'Everett | LHOu  | 23 | 10               | 18               | 28               | 12               | -                | -  | -                    | -                    | -                    |                      |                      |
| 2022-2023 | Blazers de Kamloops  | LHOu  | 32 | 22               | 30               | 52               | 28               | 14               | 11 | 18                   | 29                   | 10                   |                      |                      |
| 2023-2024 | Gulls de San Diego   | LAH   | 44 | 12               | 25               | 37               | 16               | -                | -  | -                    | -                    | -                    |                      |                      |
| 2023-2024 | Ducks d'Anaheim      | LNH   | 26 | 2                | 7                | 9                | 4                | -                | -  | -                    | -                    | -                    |                      |                      |

### En équipe nationale
| Année | Équipe         | Compétition                          |    | PJ | B | A  | Pts | Pun | +/-           |  | Résultat |
| 2021  | Canada -18 ans | Championnat du monde moins de 18 ans | 7  | 1  | 7 | 8  | 2   | +8  | Médaille d'or |  |          |
| 2022  | Canada junior  | Championnat du monde junior          | 7  | 2  | 9 | 11 | 2   | +14 | Médaille d'or |  |          |
| 2023  | Canada junior  | Championnat du monde junior          | 7  | 0  | 6 | 6  | 4   | 0   | Médaille d'or |  |          |
| 2024  | Canada         | Championnat du monde                 | 10 | 0  | 5 | 5  | 2   | +3  | 4e place      |  |          |